# 托德斯科宮

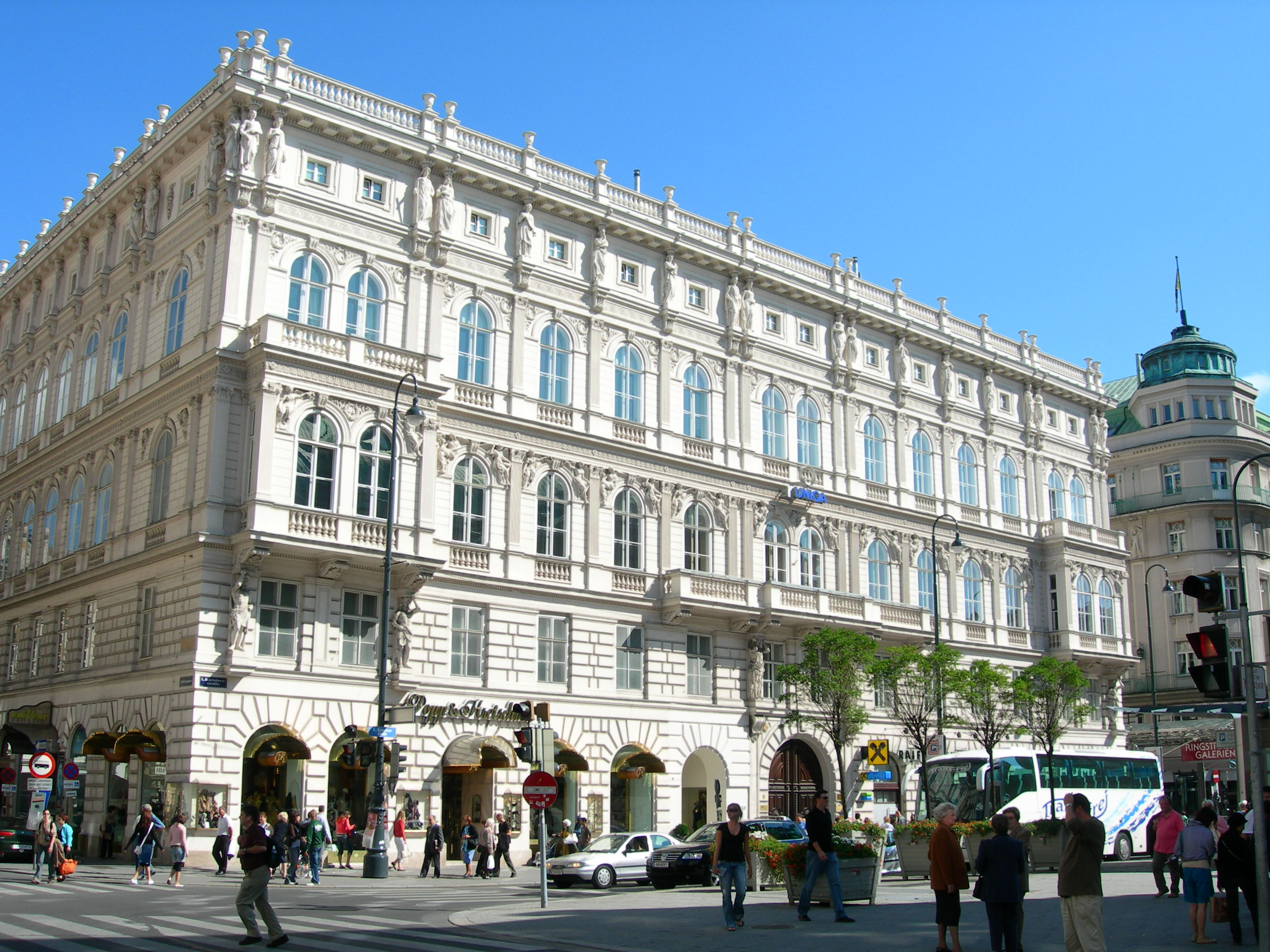
托德斯科宮

托德斯科宮（Palais Todesco）是位於奧地利首都維也納戒指路的一座建築，修建於1861年至1864年期間。這座建築是為了貴族托德斯科家族而修建。在1947年至1965年，這座建築曾是奧地利人民黨的總部。

## 外部連結
- AEIOU | Palais Todesco （页面存档备份，存于）

48°12′11″N 16°22′12″E / 48.20306°N 16.37000°E